# Peter Friedman
Peter Friedman (Nova Iorque, 24 de abril de 1949) é um ator norte-americano.